# 穆拉托夫弗爾赫山
41°44′44.64″N 23°23′48.18″E / 41.7457333°N 23.3967167°E

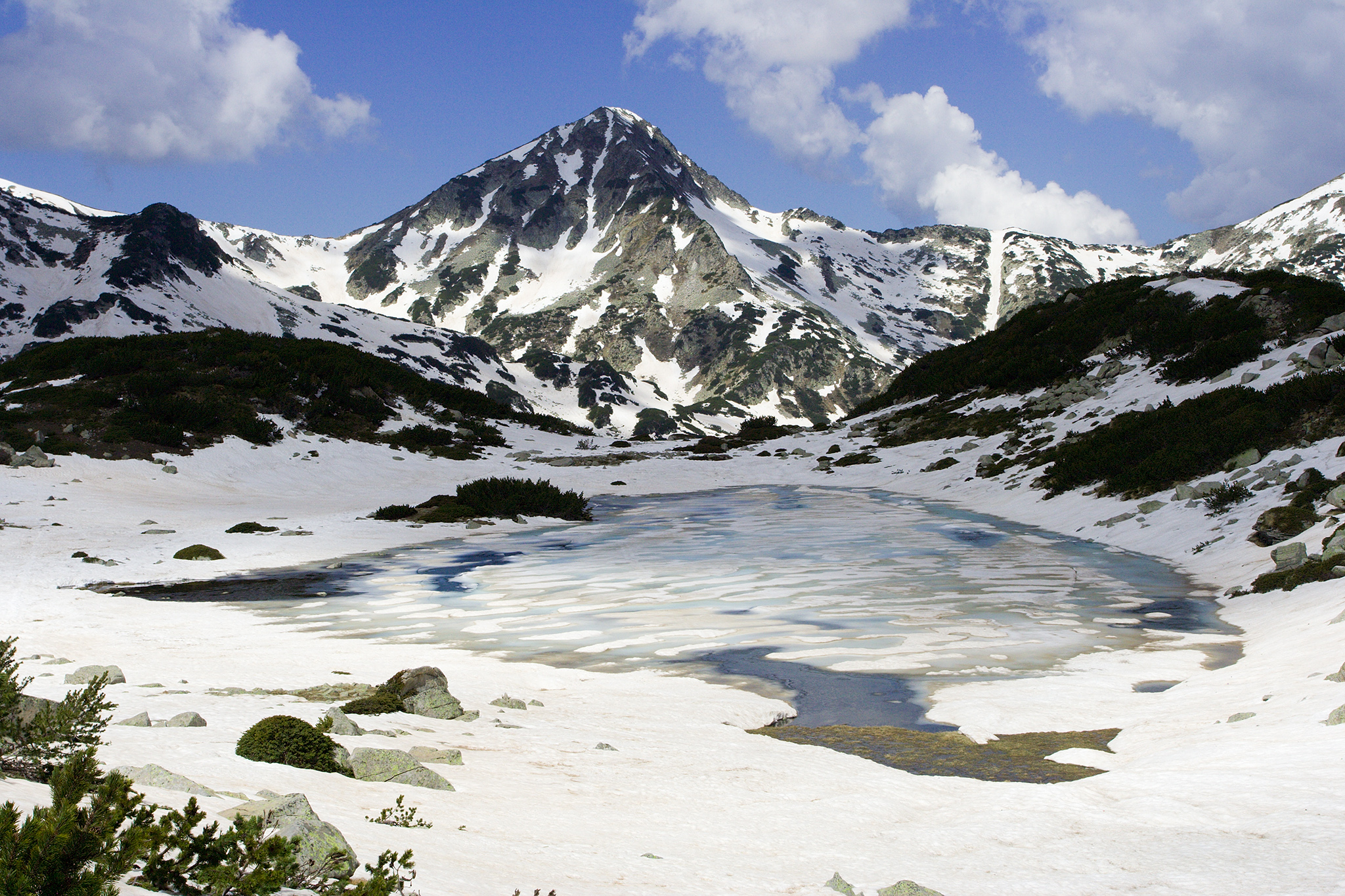

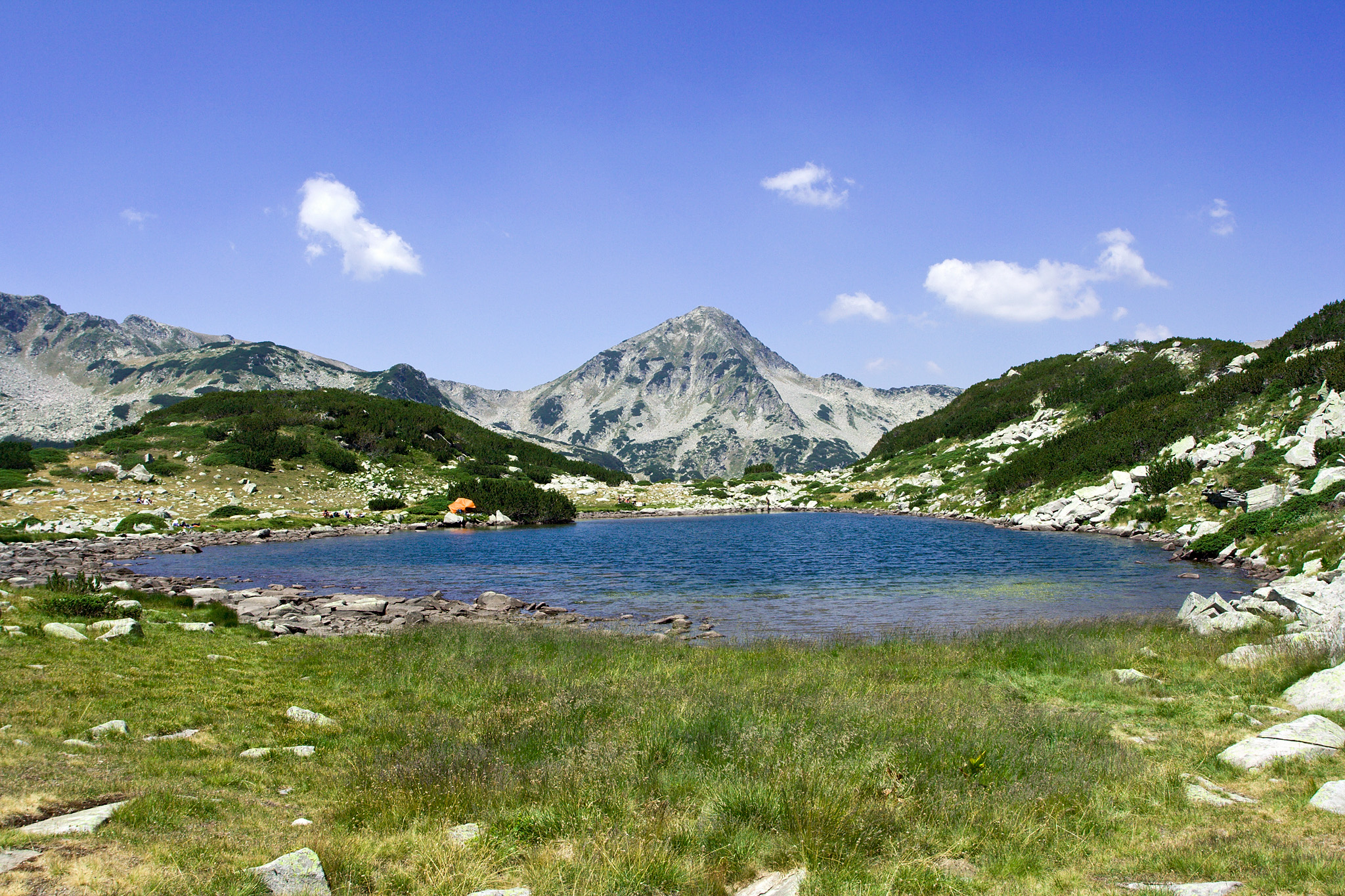

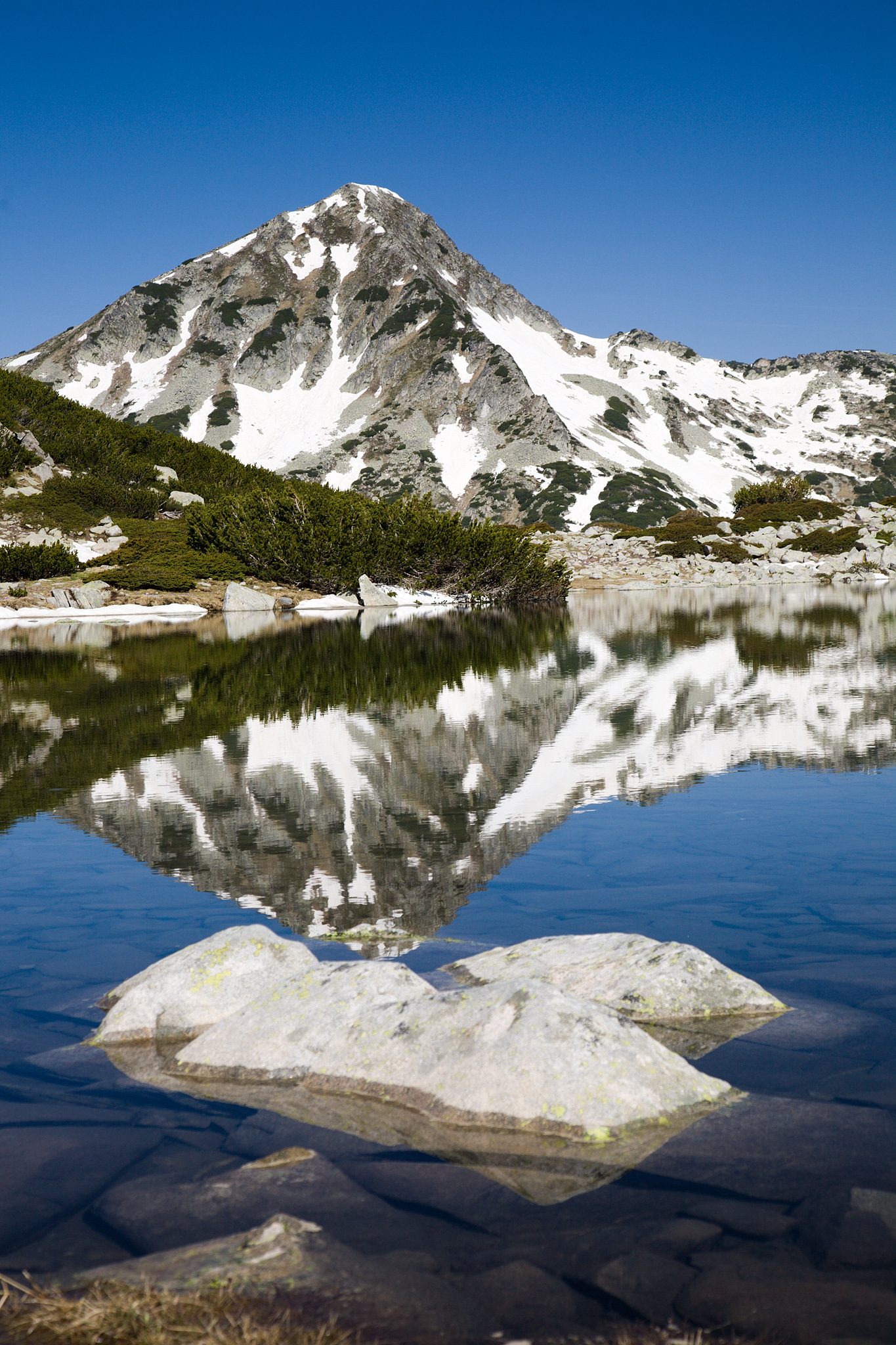

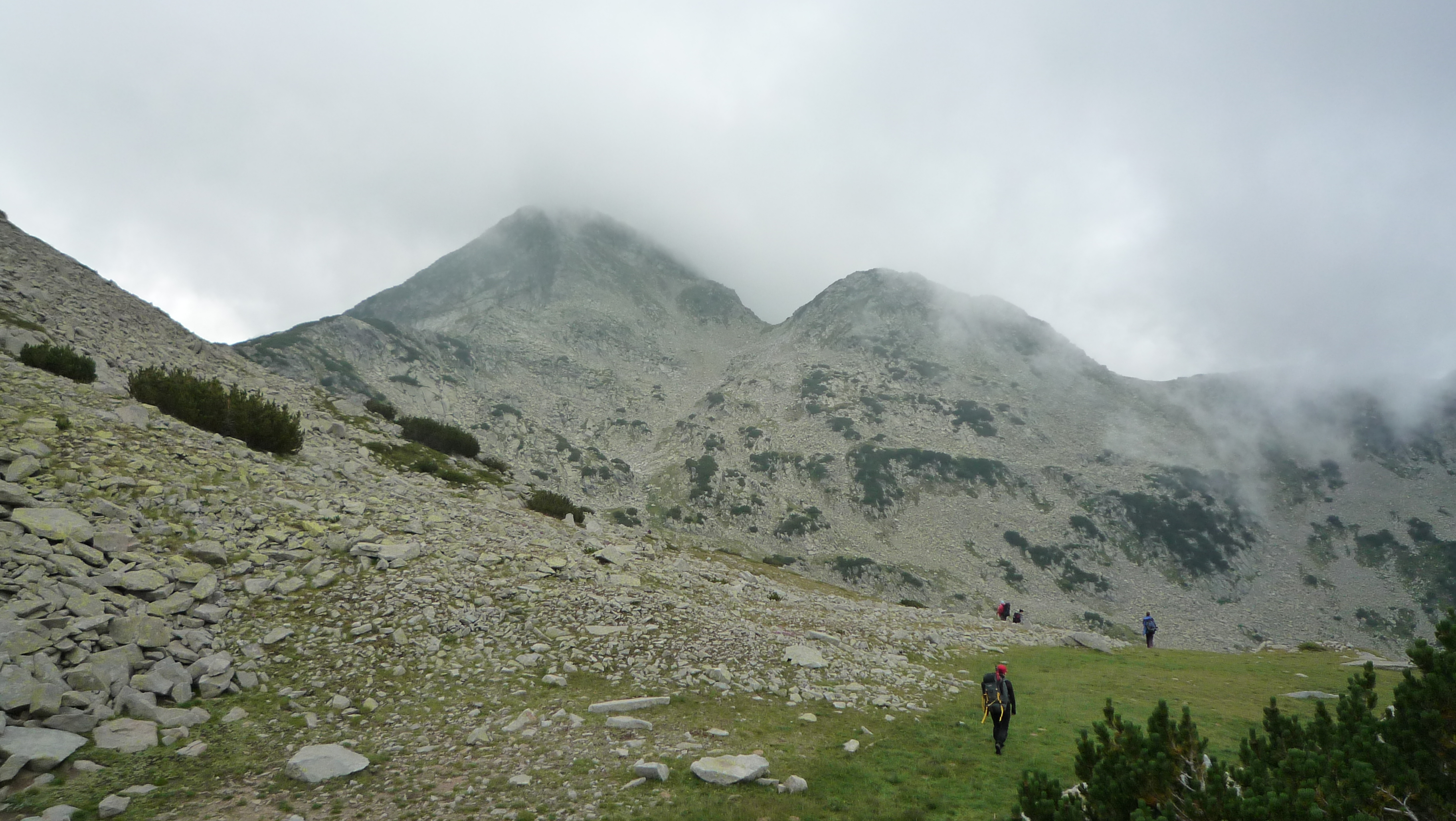

穆拉托夫弗爾赫山是保加利亞的山峰，位於該國西南部，處於布拉戈耶夫格勒州，屬於皮林山脈的一部分，海拔高度2,669米，山體由花崗岩組成。